# El Tesoro (delstaten Mexiko)
El Tesoro är en ort i kommunen Polotitlán i delstaten Mexiko i Mexiko. Samhället hade 851 invånare vid folkräkningen 2020.